# Dysstroma boreata
Dysstroma boreata là một loài bướm đêm trong họ Geometridae.